# Microrégion de Catu
 (février 2025).
Si vous disposez d'ouvrages ou d'articles de référence ou si vous connaissez des sites web de qualité traitant du thème abordé ici, merci de compléter l'article en donnant les références utiles à sa vérifiabilité et en les liant à la section « Notes et références ».
La microrégion de Catu est l'une des trois microrégions qui subdivisent la mésorégion métropolitaine de Salvador, dans l'État de Bahia au Brésil.
Elle comporte 7 municipalités qui regroupaient 198 210 habitants en 2006 pour une superficie totale de 2 753 km2.

## Municipalités[1]
- Amélia Rodrigues
- Catu
- Itanagra
- Mata de São João
- Pojuca
- São Sebastião do Passé
- Terra Nova